# Крістіана Огунсанья
Крістіана Толулопе Огунсанья (англ. Christianah Tolulope Ogunsanya; нар. 12 січня 2002) — нігерійська борчиня вільного стилю, дворазова чемпіонка Африки, чемпіонка Африканських ігор, учасниця Олімпійських ігор.

## Спортивні результати на міжнародних змаганнях

### Виступи на Олімпіадах
| Змагання                    | Збірна  | Вагова категорія          | Місце |
| --------------------------- | ------- | ------------------------- | ----- |
| Літні Олімпійські ігри 2024 | Нігерія | жіноча боротьба, до 53 кг | 13    |

### Виступи на Чемпіонатах світу
| Змагання                        | Збірна  | Вагова категорія          | Місце |
| ------------------------------- | ------- | ------------------------- | ----- |
| Чемпіонат світу з боротьби 2023 | Нігерія | жіноча боротьба, до 53 кг | 16    |

### Виступи на Чемпіонатах Африки
| Змагання                         | Збірна  | Вагова категорія          | Місце  |
| -------------------------------- | ------- | ------------------------- | ------ |
| Чемпіонат Африки з боротьби 2023 | Нігерія | жіноча боротьба, до 53 кг | Золото |
| Чемпіонат Африки з боротьби 2024 | Нігерія | жіноча боротьба, до 53 кг | Золото |

### Виступи на Африканських іграх
| Змагання              | Збірна  | Вагова категорія          | Місце  |
| --------------------- | ------- | ------------------------- | ------ |
| Африканські ігри 2024 | Нігерія | жіноча боротьба, до 53 кг | Золото |

### Виступи на інших змаганнях
| Змагання                                                          | Збірна  | Вагова категорія          | Місце  |
| ----------------------------------------------------------------- | ------- | ------------------------- | ------ |
| Гран-прі Франції Анрі Деглана 2023                                | Нігерія | жіноча боротьба, до 50 кг | Золото |
| Відкритий чемпіонат Загреба з боротьби 2024                       | Нігерія | жіноча боротьба, до 53 кг | 8      |
| Гран-прі Франції Анрі Деглана 2024                                | Нігерія | жіноча боротьба, до 53 кг | Бронза |
| Олімпійський кваліфікаційний турнір з боротьби 2024 (Александрія) | Нігерія | жіноча боротьба, до 53 кг | Золото |
| Гран-прі Іспанії з боротьби 2024                                  | Нігерія | жіноча боротьба, до 53 кг | Бронза |

### Виступи на змаганнях молодших вікових груп
| Змагання                                       | Збірна  | Вагова категорія          | Місце  |
| ---------------------------------------------- | ------- | ------------------------- | ------ |
| Чемпіонат Африки з боротьби серед кадетів 2018 | Нігерія | жіноча боротьба, до 46 кг | Золото |
| Юнацькі Африканські ігри 2018                  | Нігерія | жіноча боротьба, до 46 кг | Золото |
| Літні юнацькі Олімпійські ігри 2018            | Нігерія | жіноча боротьба, до 43 кг | 9      |